# けんりゅう (潜水艦)
けんりゅう（ローマ字：JS Kenryu, SS-504）は、海上自衛隊の潜水艦。そうりゅう型潜水艦の4番艦。艦名「けんりゅう（剣龍）」は「武を示す「剣」を含む勇猛果敢なイメージの名称が適当であるとして選定」される。

## 艦歴
「けんりゅう」は、中期防衛力整備計画に基づく平成19年度計画2900トン型潜水艦8119号艦として、川崎造船神戸工場で2008年3月31日に起工され、2010年11月15日に命名・進水、2011年8月25日から海上公試を開始、2012年3月16日に就役し、第1潜水隊群第3潜水隊に編入され呉に配備された。
2012年10月14日、相模湾で平成24年度自衛隊観艦式に参加。
2016年1月18日から4月9日までの間、米国派遣訓練（ハワイ方面）に参加。
2020年2月12日から5月10日までの間、ハワイ諸島方面において洋上訓練及び施設利用訓練を実施する。

### 歴代艦長

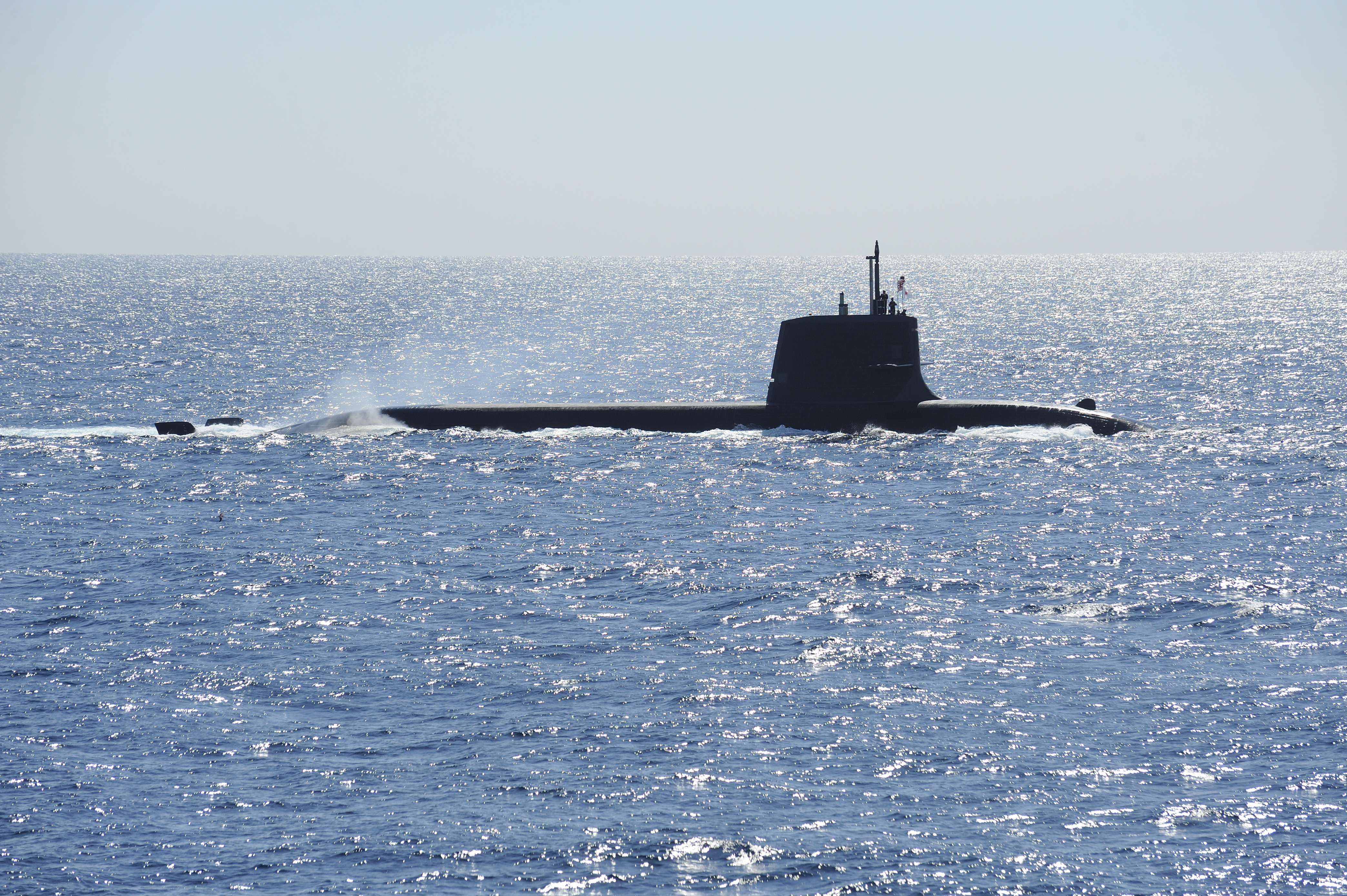
平成24年度観艦式予行における「けんりゅう」

| 代       | 氏名       | 在任期間               | 出身校・期 | 前職               | 後職                               | 備考     |
| 艤装員長 | 艤装員長   | 艤装員長               | 艤装員長   | 艤装員長           | 艤装員長                           | 艤装員長 |
| -------- | ---------- | ---------------------- | ---------- | ------------------ | ---------------------------------- | -------- |
| -        | 岡林眞人   | 2010.11.15 - 2012.3.16 | 防大35期   | わかしお艦長       | けんりゅう艦長                     |          |
| 艦長     |            |                        |            |                    |                                    |          |
| 01       | 岡林眞人   | 2012.3.16 - 2013.7.31  | 防大35期   | けんりゅう艤装員長 | 横須賀潜水艦教育訓練分遣隊訓練科長 |          |
| 02       | 西岡哲郎   | 2013.8.1 - 2014.10.9   |            | 潜水艦教育訓練隊   | 潜水艦教育訓練隊                   |          |
| 03       | 久保哲也   | 2014.10.10 - 2017.4.19 |            | 潜水艦教育訓練隊   | 潜水艦教育訓練隊訓練科長           |          |
| 04       | 花田耕一   | 2017.4.20 - 2018.3.8   | 防大44期   | 艦艇開発隊         | じんりゅう艦長                     |          |
| 05       | 宇宿隆之   | 2018.3.9 - 2018.9.2    |            | 潜水艦隊司令部幕僚 | 潜水艦教育訓練隊                   |          |
| 06       | 石井 毅    | 2018.9.3 - 2021.7.4    |            | 潜水艦教育訓練隊   | うずしお艦長                       | 3等海佐  |
| 07       | 佐藤 基    | 2021.7.5 - 2022.7.14   |            | 潜水艦教育訓練隊   | 海上幕僚監部人事教育部補任課       |          |
| 08       | 牧園大志   | 2022.7.15 - 2023.0000  |            | 潜水艦教育訓練隊   |                                    |          |
| 09       | 小池哲也   | 2023.0000 - 2024.10.20 |            |                    |                                    |          |
| 10       | 平岡孝一郎 | 2024.10.21 -           |            |                    |                                    |          |

## 登場作品
- 空母いぶき